# New Site Erei
New Site Erei – nieistniejący już belizeński klub piłkarski z siedzibą w mieście Dangriga, stolicy dystryktu Stann Creek. Funkcjonował w latach 2000–2006. Domowe mecze rozgrywał na obiekcie Carl Ramos Stadium.

## Osiągnięcia
- mistrzostwo Belize (3): 2002/2003, 2005/2006, 2006

## Historia
Klub został założony na przełomie XX i XXI wieku przez Justina Gonzalesa, jako część większego projektu, obejmującego kształcenie piłkarskie dla lokalnej młodzieży począwszy od uczniów szkoły podstawowej, aż po poziom półprofesjonalny. W 2000 roku występował w lokalnych rozgrywkach Stann Creek First Division. W sezonie 2001/2002 zespół wygrał ligę dystryktu Stann Creek i dzięki temu w 2002 roku wziął udział w turnieju National Interdistrict Tournament. 
W 2002 roku półprofesjonalna liga belizeńska Belize Football Premier League (BFPL) wystąpiła ze struktur Belizeńskiego Związku Piłki Nożnej (FFB), wobec czego FFB utworzył nowe rozgrywki – Belize A League. Wzięło w nich udział 8 klubów, do tej pory występujących w drugiej lidze, w tym New Site Erei. Zespół w sezonie 2002/2003 wywalczył mistrzostwo Belize, lecz A League, choć uznawana przez FFB, cieszyła się znacznie mniejszym zainteresowaniem niż BFPL. Dzięki triumfowi New Site Erei zakwalifikował się do międzynarodowych rozgrywek Copa Interclubes UNCAF, lecz ostatecznie został w nich zastąpiony przez klub Boca FC. Drużyna występowała w A League w latach 2002–2004.
W 2005 roku New Site Erei wygrał rozgrywki B League i awansował do najwyższej klasy rozgrywkowej (była to już BFPL, po unormowaniu sytuacji organizacyjnej). Jako beniaminek, wzmocniony czołowymi belizeńskimi piłkarzami, w sezonie 2005/2006 zdobył mistrzostwo Belize. W sezonie 2006 klub obronił tytuł, zdobywając trzecie mistrzostwo Belize w swojej historii. Bezpośrednio po tym klub zakończył swoją działalność.
Drużyna występowała w żółto-czarnych barwach. Słowo „erei” w nazwie klubu oznacza „siłę” w języku garifuna, zaś New Site to nazwa dzielnicy Dangrigi, w której funkcjonował klub.

## Trenerzy
- Anthony Francisco (2006)[1]
- Palmiro Salas (2006)[11]